# Crambe arborea
Crambe arborea är en korsblommig växtart som beskrevs av Philip Barker Webb och Hermann Konrad Heinrich Christ. Crambe arborea ingår i släktet krambar, och familjen korsblommiga växter. IUCN kategoriserar arten globalt som sårbar. Inga underarter finns listade i Catalogue of Life.

## Bildgalleri

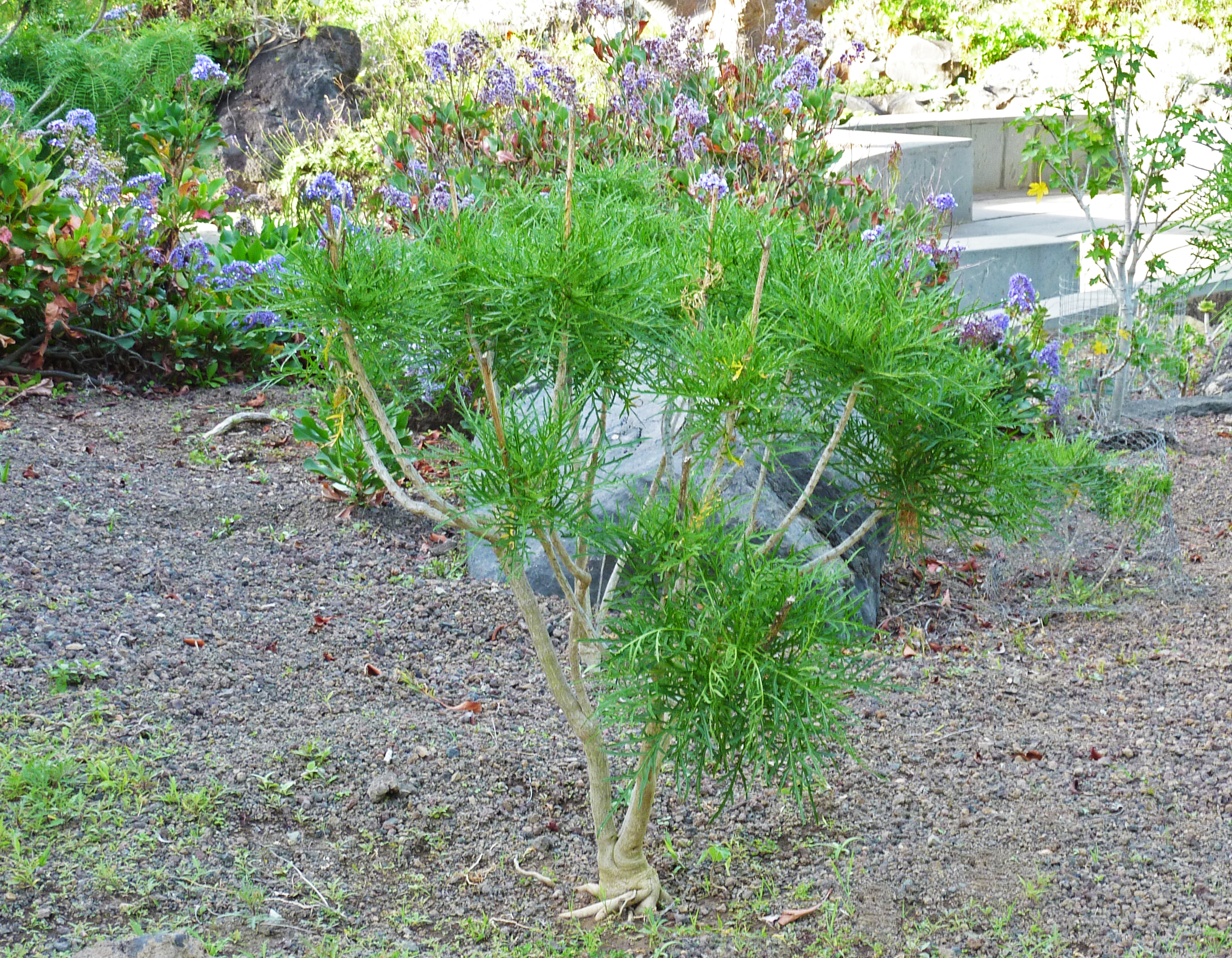